# Frankie Goes to Hollywood
Frankie Goes to Hollywood foi uma banda inglesa de synth-pop originária de Liverpool, Inglaterra. A banda era liderada por Holly Johnson (vocal) junto com Paul Rutherford (vocal, teclados), Peter Gill (bateria, percussão), Mark O'Toole (baixo) e Brian Nash (guitarra).
"Relax", o single de estreia da banda, ficou famoso por ter sido banido pela BBC em 1984 enquanto estava na sexta posição das paradas britânicas. Posteriormente, ficou cinco semanas consecutivas no topo das paradas da UK Singles Chart transformando-se em um enorme sucesso e sendo o sétimo single mais vendido na Inglaterra em todos os tempos. Depois, os singles posteriores "Two Tribes" e "The Power of Love" acompanharam o sucesso do primeiro, tornando a segunda banda do Reino Unido a conseguir alcançar o topo das paradas de sucesso logo nos três primeiros singles; a primeira foi Gerry & The Pacemakers em 1964.

## Discografia

### Álbuns de estúdio
| Ano  | Detalhes                                                            | Posição nas paradas | Posição nas paradas | Posição nas paradas | Posição nas paradas | Posição nas paradas | Posição nas paradas | Posição nas paradas | Posição nas paradas | Posição nas paradas | Posição nas paradas | Certificações (Vendas na entrada) |
| Ano  | Detalhes                                                            | UK                  | US                  | ALE                 | SUI                 | AUT                 | ITA                 | SUE                 | NOR                 | AUS                 | NZ                  | Certificações (Vendas na entrada) |
| ---- | ------------------------------------------------------------------- | ------------------- | ------------------- | ------------------- | ------------------- | ------------------- | ------------------- | ------------------- | ------------------- | ------------------- | ------------------- | --------------------------------- |
| 1984 | Welcome to the Pleasuredome - Gravadora: ZTT Records/Island Records | 1                   | 33                  | 4                   | 5                   | 3                   | 16                  | 7                   | 8                   | 7                   | 1                   | - Vendas: 4,000,000               |
| 1986 | Liverpool - Gravadora: ZTT Records                                  | 5                   | 116                 | 5                   | 7                   | 7                   | 10                  | 13                  | 8                   | 72                  | 12                  | - Vendas: 1,800,000               |